# Alberto Velázquez
Alberto Camilo Velázquez (* 16. April 1934 in Casupá) ist ein ehemaliger uruguayischer Radrennfahrer und nationaler Meister im Radsport.

## Sportliche Laufbahn
Velázquez war Teilnehmer der Olympischen Sommerspiele 1956 in Melbourne. Das olympische Straßenrennen beendete er nicht. In der Mannschaftswertung des Straßenrennens kam Uruguay nicht in die Wertung. Auch in den Wettbewerben im Bahnradsport war er am Start. In der Mannschaftsverfolgung schied sein Team in der Vorrunde aus.
Bei den Olympischen Sommerspielen 1960 in Rom bestritt er das olympische Straßenrennen, wobei er ausschied. In der Mannschaftsverfolgung scheiterte das Team aus Uruguay mit Alberto Velázquez, Juan José Timón, Rubén Etchebarne und Rodolfo Rodino in der Vorrunde.
1963 gewann er bei den Panamerikanischen Spielen die Goldmedaille in der Mannschaftsverfolgung. 1955 hatte der Vierer aus Uruguay Silber in der Mannschaftsverfolgung und im Mannschaftszeitfahren gewonnen. 1955 war Velázquez auch Dritter im Straßenrennen geworden.
In Uruguay gewann er sechs nationale Titel in verschiedenen Radsportdisziplinen und konnte mehr als 60 Siege in Radrennen verzeichnen. 2018 erhielt er den Preis „José Nasazzi - Obdulio Varela“ für seine Leistungen im Sport.